# Cavour (Dakota Południowa)
Cavour – miasto w Stanach Zjednoczonych, w stanie Dakota Południowa, w hrabstwie Beadle.